# Domuyo
Domuyo er vulkan i Argentina, der med en højde på 4.707 m er det højeste bjerg i Patagonien.
| Bjerg | Spire Denne artikel om et bjerg eller en bjergkæde er en spire som bør udbygges. Du er velkommen til at hjælpe Wikipedia ved at udvide den. |

36°38′23″S 70°25′59″V / 36.6397°S 70.433°V